# Corazzieri

Wappen des Regiments

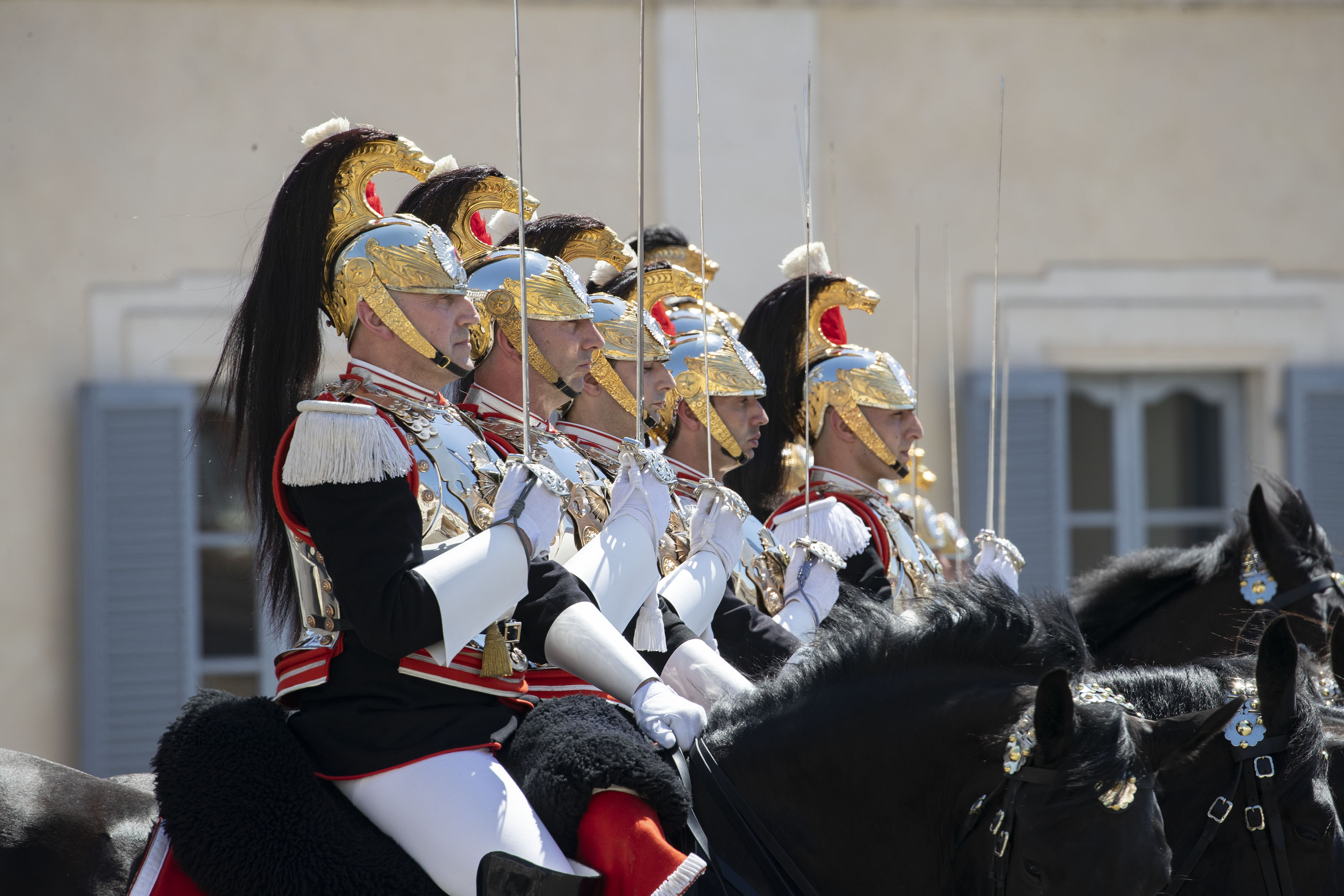
Der feierliche Wechsel der Ehrengarde

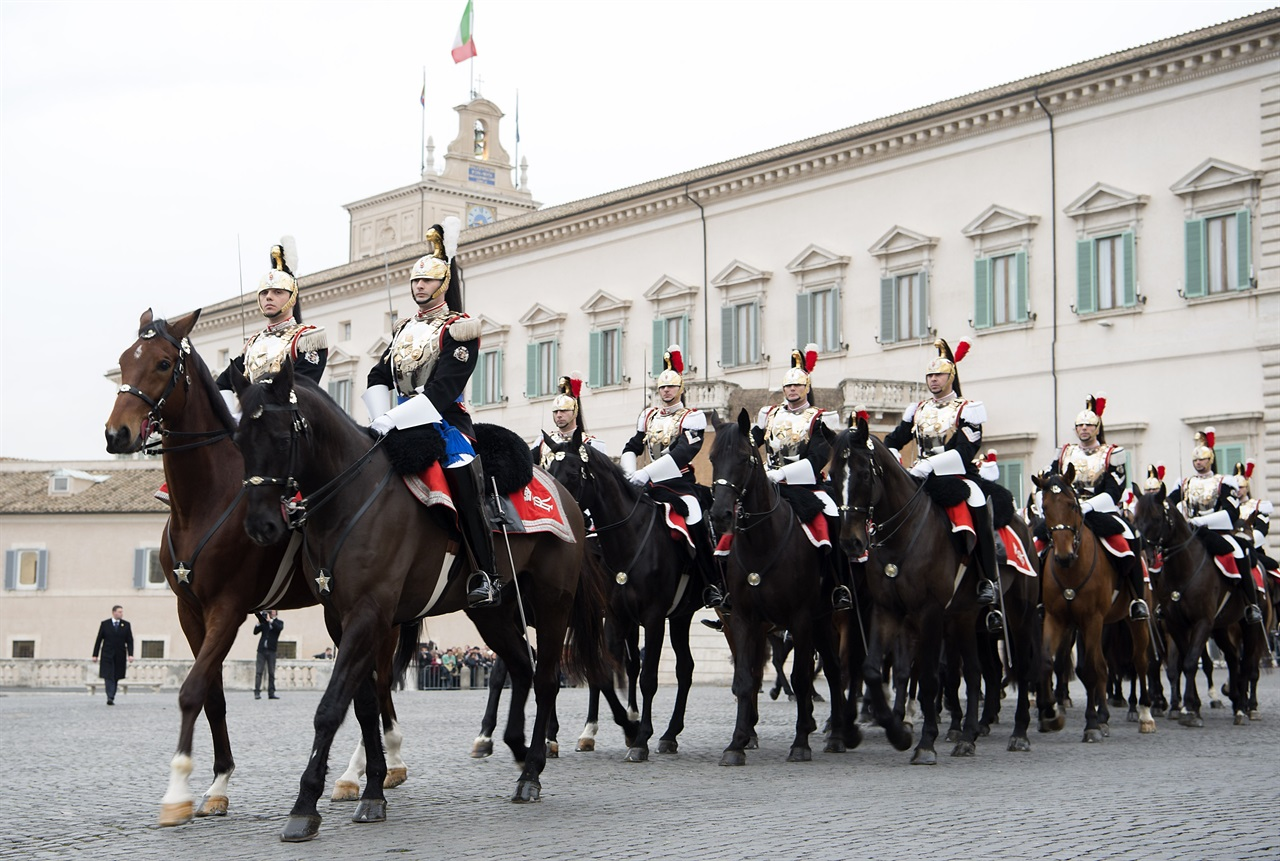
Wachablösung des Reggimento Corazzieri vor dem Quirinalspalast

Das Corazzieri-Regiment (it. Reggimento Corazzieri, wörtlich „Kürassierregiment“) der Carabinieri ist die Leibgarde des italienischen Staatspräsidenten.

## Aufgaben
Die Corazzieri sind für die Sicherheit und die Unversehrtheit des italienischen Staatspräsidenten sowie für den Schutz seines Amtssitzes verantwortlich. Sie versehen ihren Dienst im Quirinalspalast in Rom (Sitz des Staatspräsidenten) und begleiten den Präsidenten häufig auf seinen Dienstreisen. Übernimmt der italienische Senatspräsident als Vizepräsident der Republik die (inländischen) Amtsgeschäfte des Staatspräsidenten, weil dieser verhindert ist oder sich im Ausland befindet, versehen die Corazzieri ihren Dienst beim Präsidenten des italienischen Senats bzw. an dessen Amtssitz, dem Palazzo Giustiniani. Bei Besuchen ausländischer Staatsgäste stellen sie zusammen mit Einheiten anderer Teilstreitkräfte Ehrenformationen.
Die zu Pferde und zu Fuß eingesetzten Corazzieri sind zu erkennen am Vollkürass (Brust- und Rückenpanzer), am Kammhelm mit Roßhaarschweif sowie an ihrer Körpergröße (1,90 m Mindestgröße). Ähnliche Formation gibt es in Frankreich (Garde républicaine) und auch im Vereinigten Königreich (Household Cavalry Mounted Regiment).
Nicht zu verwechseln sind die Corazzieri mit dem 4. Carabinieri-Regiment zu Pferde oder mit den Granatieri di Sardegna (Grenadiere) und den Lancieri di Montebello (Kavallerie), die Gardetruppen des italienischen Heeres sind und ebenfalls Ehren- und Repräsentanzaufgaben bei der italienischen Regierung übernehmen. Auch sie tragen zu diesem Zweck besondere Paradeuniformen.

## Struktur
Wie fast alle heutigen Regimenter der italienischen Armee hat auch das Corazzieri-Regiment nur Bataillonsstärke. Neben Stabs- und Versorgungseinheiten verfügt das Regiment über eine Personenschutzeinheit und zwei Eskadronen zu Pferde, die auch Motorradeskorten fahren. Um Corazziere zu werden, sind gewisse körperliche Voraussetzungen mitzubringen, darunter die besagte Mindestgröße von 1,90 m. Darüber hinaus muss man mindestens sechs Monate bei anderen Carabinieri-Einheiten gedient haben und dort sehr gut beurteilt worden sein.

## Geschichte
Die Corazzieri sind als Garderegiment zu Pferde Nachfolger einer im 14. Jahrhundert gegründeten Gardeeinheit der Grafen von Savoyen, die sich 1557 unter Emanuel Philibert in der Schlacht bei Saint-Quentin ausgezeichnet hat. Unter verschiedenen Bezeichnungen war diese Garde mit ihren drei bis neun Kompanien (darunter eine Compagnia Corazze di Sua Altezza) auch für den Schutz der Herzöge von Savoyen und der Könige von Sardinien-Piemont verantwortlich und nahm mit einigen Einheiten auch an etlichen Feldzügen teil. Das Haus Savoyen stellte nach der italienischen Einigung (Risorgimento) auch die Könige von Italien. Nach Aufstellung der Carabinieri im Jahr 1814 übernahmen diese schrittweise Aufgaben und Tradition der Haustruppen, die bis 1870 ganz aufgelöst wurden. Die Corazzieri wechselten seit 1868 mehrfach ihren Namen. Sie trugen zeitweise die Bezeichnungen „Ehrengarde Seiner Majestät“ oder auch „Carabinieri-Garde-Eskadron des Königs“, nach der Abschaffung der Monarchie firmierten sie unter „Carabinieri-Kommando Garde des Staatspräsidenten“ und „Carabinieri-Regiment Garde der Republik“. Im Volksmund hießen sie wegen ihrer Uniform aber immer nur „Kürassiere“. Dem wurde 1992 Rechnung getragen: Das Regiment heißt seitdem Reggimento Corazzieri. Die Kaserne des Regiments befindet sich etwa einen halben Kilometer nordöstlich des römischen Quirinalspalastes in der Via XX Settembre. Sie ist nach dem Carabinieri-Major Alessandro Negri di Sanfront benannt, der die damalige Carabinieri-Leibgarde am 30. April 1848 in der Schlacht bei Pastrengo anführte.